# Spyker D12
Spyker D12 Peking-to-Paris — автомобіль нідерландської компанії Spyker Cars. 

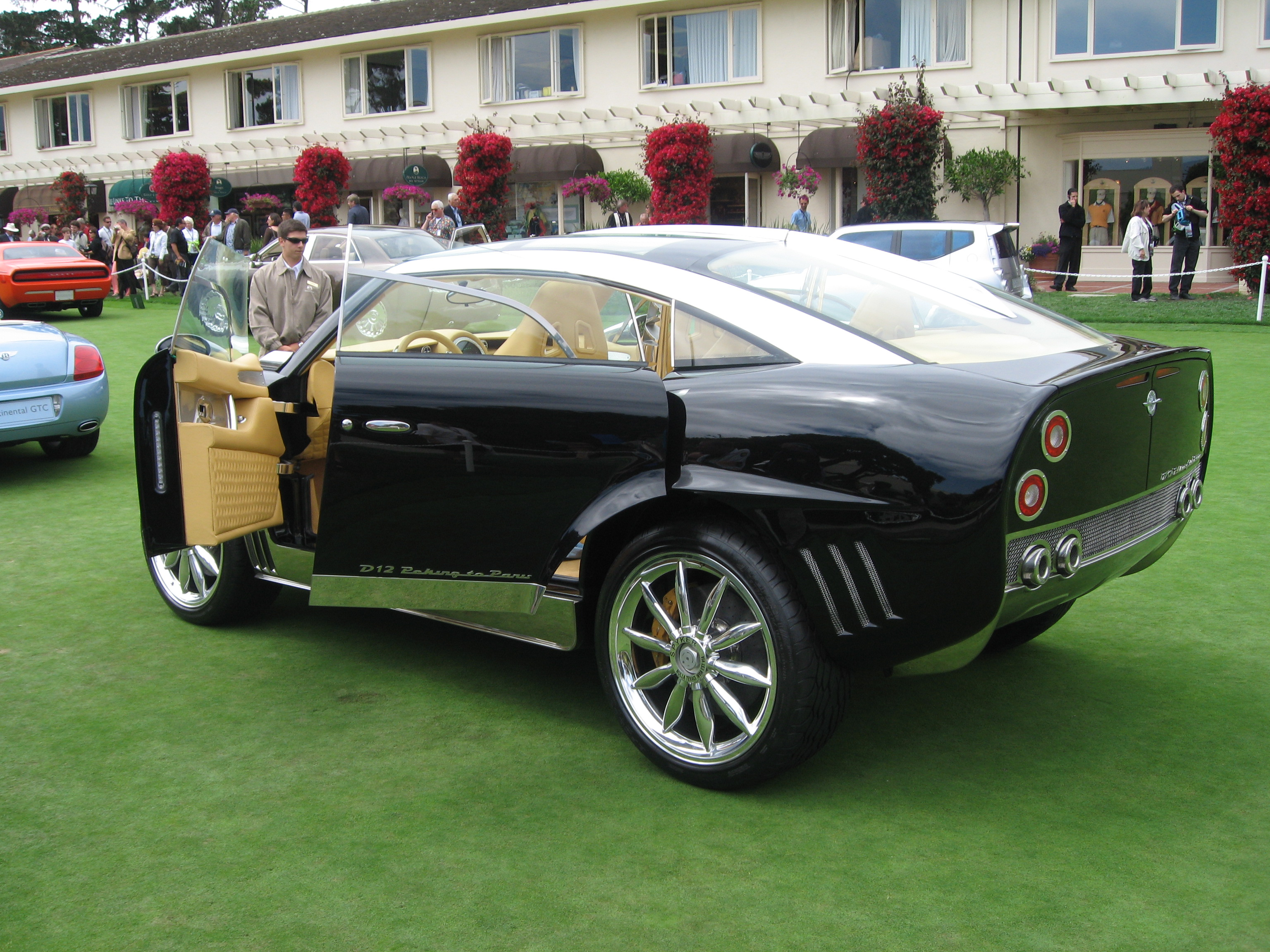
Spyker D12 Peking-to-Paris

Автомобіль вперше представлений широкій публіці в 2006 році на автосалоні в Женеві. Spyker D12 Peking-to-Paris отримав свою назву на честь однієї з перших моделей Spyker, яка в 1907 році прийшла друга на ралі Пекін-Париж. 
Під капотом D12 знаходиться бензиновий двигун W12 від Audi, який здатний розвивати 500 к.с. Завдяки використанню легкого алюмінію автомобіль володіє невеликою вагою — усього близько 2000 кг. До сотні автомобіль розганяється за 5 с, А заявлена виробником максимальна швидкість становить 280 км / год. 

## Технічні характеристики
| Модель                               | Spyker D12 Peking-to-Paris |
| ------------------------------------ | -------------------------- |
| Двигун                               |                            |
| Об'єм                                | 6,2 літри                  |
| Потужність                           | 500 к.с.                   |
| Крутний момент                       | 747 Нм                     |
| Максимальні оберти                   | 6200                       |
| Габарити                             |                            |
| Маса                                 | 2000 кг                    |
| Колісна база                         | 3055 мм                    |
| Колія передніх коліс                 | 1676 мм                    |
| Колія задніх коліс                   | 1686 мм                    |
| Довжина                              | 4950 мм                    |
| Ширина                               | 2000 мм                    |
| Висота                               | 1676 мм                    |
| Бак                                  | 100 літрів                 |
| Технічні дані                        |                            |
| Максимальна швидкість                | 280 км/год                 |
| Динаміка розгону від 0 до 100 км/год | 5 с                        |

## Зноски
1. ↑  Архівована копія. Архів оригіналу за 29 липня 2012. Процитовано 8 лютого 2010.{{cite web}}:  Обслуговування CS1: Сторінки з текстом «archived copy» як значення параметру title (посилання)